# Gregor Mühlberger
Gregor Mühlberger (Haidershofen, 4 de abril de 1994) é um ciclista profissional austriaco. Atualmente corre para a equipa Movistar Team.

## Palmarés
- 2014
  - 1 etapa do Istrian Spring Trophy
  - Troféu Banca Popular de Vicenza
  - Carpathia Couriers Paths, mais 1 etapa
  - 1 etapa do Oberösterreichrundfahrt
  - 2.º no Campeonato da Áustria Contrarrelógio 
  - 2.º no Campeonato da Áustria em Estrada

- 2015
  - Grande Prêmio Izola
  - Corrida da Paz sub-23, mais 1 etapa
  - Raiffeisen G. P.
  - Oberösterreichrundfahrt, mais 1 etapa

- 2016
  - 2.º no Campeonato da Áustria em Estrada

- 2017
  - Volta a Colónia
  - Campeonato da Áustria em Estrada

- 2018
  - 1 etapa do BinckBank Tour[3]

- 2019
  - 3.º no Campeonato da Áustria em Estrada

- 2020
  - Tour de Sibiu, mais 2 etapas

## Resultados em Grandes Voltas e Campeonatos do Mundo
| Corrida            | Corrida            | 2013 | 2014 | 2015 | 2016  | 2017 | 2018 | 2019 | 2020 | 2021 |
| ------------------ | ------------------ | ---- | ---- | ---- | ----- | ---- | ---- | ---- | ---- | ---- |
|                    | Giro d'Italia      | —    | —    | —    | —     | 41.º | —    | —    | —    | —    |
|                    | Tour de France     | —    | —    | —    | —     | —    | 76.º | 25.º | Ab.  | —    |
|                    | Volta a Espanha    | —    | —    | —    | 114.º | —    | —    | Ab.  | —    | —    |
| Mundial em Estrada | Mundial em Estrada | —    | —    | —    | —     | —    | Ab.  | —    | —    | —    |

—: não participa

Ab.: abandono